# Lamprosema convulsa
Lamprosema convulsa là một loài bướm đêm trong họ Crambidae.